# The Bitter Truth
Albums de Evanescence
Synthesis Live
(2018)
Singles
1. Wasted on You
Sortie : 24 avril 2020
2. The Game Is Over
Sortie : 1er juillet 2020
3. Use My Voice
Sortie : 14 août 2020
4. Better Without You
Sortie : 5 mars 2021

The Bitter Truth est le cinquième album studio du groupe américain de metal alternatif Evanescence sorti le 26 mars 2021.

## Contexte
Initialement prévue en 2020, la sortie de The Bitter Truth ainsi qu'une tournée commune avec le groupe Within Temptation sont repoussées en raison de la pandémie de Covid-19. Le premier single extrait est Wasted on You, le 24 avril 2020. Trois autres extraits suivent: The Game Is Over le 1er juillet 2020, Use My Voice le 14 août 2020 et enfin Better Without You le 5 mars 2021.

## Liste des chansons
| No  | Titre               | Auteur                                                       | Durée |
| --- | ------------------- | ------------------------------------------------------------ | ----- |
| 1.  | Artifact/The Turn   | - Amy Lee - Scott Kirkland                                   | 2:26  |
| 2.  | Broken Pieces Shine | - Lee - Tim McCord - Troy McLawhorn - Will Hunt - Jen Majura | 3:50  |
| 3.  | The Game Is Over    | - Lee - McCord - McLawhorn - Hunt                            | 4:22  |
| 4.  | Yeah Right          | - Lee - Will B. Hunt                                         | 3:29  |
| 5.  | Feeding the Dark    | - Lee - McCord - McLawhorn - Hunt - B. Hunt                  | 4:14  |
| 6.  | Wasted on You       | - Lee - McCord - McLawhorn - Hunt - Majura                   | 4:24  |
| 7.  | Better Without You  | - Lee - McCord - McLawhorn - Hunt - Nick Raskulinecz         | 4:05  |
| 8.  | Use My Voice        | - Lee - McCord - McLawhorn - Hunt - Majura - Deena Jakoub    | 4:01  |
| 9.  | Take Cover          | - Lee - McCord - McLawhorn - Hunt - B. Hunt                  | 3:14  |
| 10. | Far from Heaven     | Lee                                                          | 4:57  |
| 11. | Part of Me          | - Lee - McCord - McLawhorn - Hunt - Majura                   | 3:59  |
| 12. | Blind Belief        | - Lee - McCord - McLawhorn - Hunt                            | 4:13  |

| 13. | Cruel Summer (Live from Home, reprise de Bananarama) | - Sara Dallin - Siobhan Fahey - Steve Jolley - Tony Swain - Keren Woodward          | 3:23 |
| 14. | The Chain (Reprise de Fleetwood Mac)                 | - Lindsey Buckingham - Mick Fleetwood - Christine McVie - John McVie - Stevie Nicks | 4:12 |

- Note : l'édition japonaise comprend également un DVD bonus : The Making of The Bitter Truth - The Making of Use My Voice[8].

| 1.  | Wasted on You                             | 4:24 |
| 2.  | The Game Is Over                          | 4:23 |
| 3.  | The Only One                              | 4:32 |
| 4.  | Sick                                      | 3:30 |
| 5.  | Going Under                               | 3:39 |
| 6.  | Use My Voice                              | 4:01 |
| 7.  | Bring Me to Life                          | 3:30 |
| 8.  | Lost in Paradise                          | 5:05 |
| 9.  | Glory Box (Reprise de Portishead)         | 3:56 |
| 10. | Across the Universe (Reprise des Beatles) | 3:42 |

- Note : l'édition limitée comprend également une cassette audio en guise de témoignage des séances d'enregistrement[9].

## Musiciens

### Evanescence
- Amy Lee : chant, piano, claviers, programmation additionnelle
- Troy McLawhorn : guitare
- Jen Majura : guitare, chœurs
- Tim McCord : basse
- Will Hunt : batterie

### Musiciens additionnels
- Chœurs sur le titre Use My Voice :
  - Deena Jakoub
  - Lzzy Hale
  - Carrie Lee
  - Lori Lee
  - Sharon den Adel
  - Lindsey Stirling
  - Taylor Momsen
  - Amy McLawhorn

- David Campbell : arrangements cordes
- Alan Umstead : strings contractor, premier violon
- Nashville Music Scoring : orchestre
- Tiago Nuñez : programmation
- Will B. Hunt : programmation additionnelle
- Chris Vrenna : programmation additionnelle (titre 10)

## Classements hebdomadaires
| Classement (2021)                     | Meilleure place |
| ------------------------------------- | --------------- |
| Allemagne (Media Control AG)          | 2               |
| Australie (ARIA)                      | 3               |
| Autriche (Ö3 Austria Top 40)          | 5               |
| Belgique (Flandre Ultratop)           | 4               |
| Belgique (Wallonie Ultratop)          | 10              |
| Canada (Canadian Albums Chart)        | 14              |
| Écosse (OCC)                          | 3               |
| Espagne (Promusicae)                  | 16              |
| États-Unis (Billboard 200)            | 11              |
| États-Unis (Alternative Albums)       | 2               |
| États-Unis (Hard Rock Albums)         | 1               |
| États-Unis (Top Rock Albums)          | 2               |
| Finlande (Suomen virallinen lista)    | 18              |
| France (SNEP)                         | 34              |
| Pays-Bas (Mega Album Top 100)         | 15              |
| Portugal (AFP)                        | 2               |
| Royaume-Uni (UK Albums Chart)         | 4               |
| Royaume-Uni (UK Rock and Metal Chart) | 1               |
| Suisse (Schweizer Hitparade)          | 1               |